# Bawa (cráter)

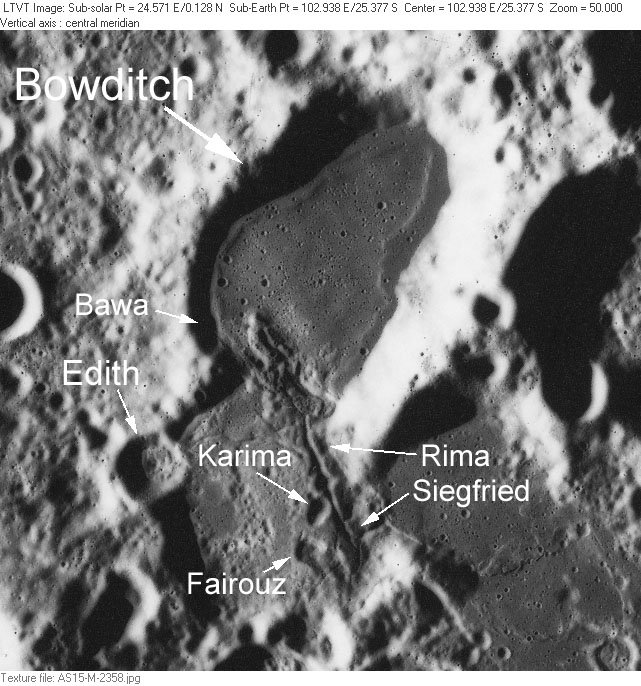
Imagen de la misión Apolo 15

Bawa es un pequeño cráter de impacto perteneciente a la cara oculta de la Luna. Está situado en la costa noroeste del Lacus Solitudinis, en el costado oeste del cráter Bowditch y entre Titius (al oeste suroeste) y Perel'man (al estenoreste). Sus vecinos más cercanos son otros tres pequeños cráteres, situados al sur: Edith, Fairouz y Karima.
|  |

Es un cráter alargado, de forma irregular, situado sobre el borde de Bowditch. El nombre fue adoptado por la UAI en 1976.